# شطلو
شطلو، روستایی است از توابع بخش پلدشت و در شهرستان ماکو استان آذربایجان غربی ایران.

## جمعیت
این روستا در دهستان چایپاسار شرقی قرار داشته و بر اساس آمار محلی سال ۱۳۹۸جمعیت آن ۹۶۸ نفر (۲۴۸خانوار) 
بوده است.